# Кузнецов, Вячеслав Юрьевич
Вячеслав Юрьевич Кузнецов (род. 27 декабря 1956) — российский политический деятель. Депутат Государственной Думы второго созыва (1995—1999).

## Биография
Окончил Тульский политехнический институт.
Депутат Государственной Думы Федерального Собрания РФ второго созыва (1995—1999), был членом фракции НДР, председателем подкомитета по корпоративным ценным бумагам и приватизации Комитета по собственности, приватизации и хозяйственной деятельности, членом Комиссии по анализу итогов приватизации в 1992—1996 годах и ответственности должностных лиц за её негативные результаты.